# フルミーネ (駆逐艦)
| 竣工時の「フルミーネ」 | |
| 艦歴                   | |
| 発注                   | CNQ社フィウメ造船所 |
| 起工                   | 1929年10月 |
| 進水                   | 1931年8月 |
| 就役                   | 1932年9月 |
| 退役                   | |
| その後                 | 1941年11月9日に戦没 |
| 除籍                   | |
| クラス名               | ダルド級駆逐艦第二グループ（フォルゴーレ級） |
| 性能諸元               | |
| 排水量                 | 基準：1,450トン 満載：2,100トン |
| 全長                   | 96.5m |
| 水線長                 | 94.3m |
| 全幅                   | 9.2m |
| 吃水                   | 3.3m |
| 機関                   | ソーニクロフト式重油専焼水管缶3基 +ブルッゾー式ギヤード・タービン2基2軸推進 |
| 最大出力               | 44,000hp |
| 最大速力               | 38.0ノット |
| 航続距離               | 12ノット/3,600海里（重油：510トン） |
| 乗員                   | 257名 |
| 兵装（竣工時）         | アンサルド 12cm（50口径）連装速射砲2基 ヴィッカース・テルニ 4cm（39口径）単装機関砲4基（1939年に全撤去） （1939年：ブレダ 2cm（65口径）単装機銃6丁追加） 13.2mm（76口径）連装機銃2丁 53.3cm三連装魚雷発射管2基 爆雷54個 |

フルミーネ（Fulmine）はイタリア海軍のダルド級駆逐艦第二グループ（フォルゴーレ級）の1隻。艦名はイタリア語で雷、電撃を意味する。イタリア語の発音ではアクセントが最初のuにあるため、iの音は伸ばさず「フルミネ」が近い。

## 艦歴
CNQ社フィウメ造船所にて1929年10月1日起工。1931年8月2日進水。1932年9月14日就役。カラブリア岬沖海戦（1940年7月）に参加し、アルバニア砲撃（1941年1月）をおこなっている。1941年11月8日から9日にかけての夜、北アフリカへ向かう船団の護衛中に軽巡洋艦「オーロラ」、「ペネロピ」と駆逐艦2隻からなるイギリス海軍K部隊の攻撃を受けて撃沈された（デュースブルク船団の戦い）。

## 参考図書
- 「Conway All The World's Fightingships 1922-1946」（Conway）
- 「世界の艦船増刊第20集　第2次大戦のイタリア軍艦」（海人社）